# Solana de la Font de Montsor
La Solana de la Font de Montsor és una solana del terme municipal de Conca de Dalt, a l'antic terme d'Hortoneda de la Conca, al Pallars Jussà, en territori que havia estat de l'antic poble de Segan.
Es troba a llevant d'Hortoneda, al nord-oest de Segan, al vessant nord-occidental del Montpedrós. És al nord de l'Obaga de Montpedrós i a llevant de les Obagues de Senllí.